# Amr Barakat
Amr Barakat (1 oktober 1991) is een Egyptische voetballer. Hij speelt als Middenvelder bij K. Lierse SK. Hij debuteerde op 5 augustus 2016 op de eerste speeldag tegen KSV Roeselare. Hij kwam over van Masr El Makasa. Bij zijn tweede wedstrijd voor Lierse scoorde hij een hattrick. Dit in de bekermatch tegen RS Waremmien FC

## Statistieken
| Seizoen        | Club           | Land            | Competitie              | Competitie | Competitie | Beker | Beker | Internationaal | Internationaal | Totaal | Totaal |
| Seizoen        | Club           | Land            | Competitie              | Wed.       | Dlp.       | Wed.  | Dlp.  | Wed.           | Dlp.           | Wed.   | Dlp.   |
| -------------- | -------------- | --------------- | ----------------------- | ---------- | ---------- | ----- | ----- | -------------- | -------------- | ------ | ------ |
| 2013/14        | Masr El Makasa | Vlag van Egypte | Egyptian Premier League | 4          | 0          | 0     | 0     | —              | —              | 4      | 0      |
| 2014/15        | Masr El Makasa | Vlag van Egypte | Egyptian Premier League | 20         | 3          | 0     | 0     | —              | —              | 20     | 3      |
| 2015/16        | Masr El Makasa | Vlag van Egypte | Egyptian Premier League | 24         | 6          | 0     | 0     | —              | —              | 24     | 6      |
| 2016/17        | K. Lierse SK   | Vlag van België | Eerste klasse B         | 1          | 0          | 1     | 3     | —              | —              | 2      | 3      |
| Carrièretotaal | Carrièretotaal | Carrièretotaal  | Carrièretotaal          | 49         | 9          | 1     | 3     | 0              | 0              | 50     | 12     |

Bijgewerkt t/m 28 augustus 2016.
2 Vinck ·
4 Frans ·
5 Boussaid ·
7 El-Gabas ·
8 Allach ·
11 Laurent ·
12 Kasmi ·
13 Buysens ·
14 Yakubu ·
15 Bourdin ·
16 Poelmans ·
17 Weuts ·
18 Wils ·
21 Sabir ·
22 Joachim ·
23 De Busser ·
24 Diarra ·
25 Binst ·
30 Goris ·
32 Andrei ·
34 Hall ·
39 Ntambwe ·
44 Janssens ·
44 Janssens ·
77 Yagan ·
Badibanga ·
Coach: Still